# Tomopteris helgolandica
Tomopteris helgolandica är en ringmaskart som först beskrevs av Richard Greeff 1879.  Tomopteris helgolandica ingår i släktet Tomopteris och familjen Tomopteridae. Arten är reproducerande i Sverige. Inga underarter finns listade i Catalogue of Life.